# Antonio Paiola
Antonio Paiola (Milano, 19 maggio 1941) è un attore e doppiatore italiano.

## Biografia
Antonio Paiola si diploma presso l'Accademia dei filodrammatici nel 1964 recitando nel saggio Le grandi orecchie diretto da Esperia Sperani. In seguito recita per circa dieci anni in spettacoli messi in scena dal Teatro Stabile di Bolzano. Nel 1968 inoltre entra a far parte della compagnia del Teatro per ragazzi dell'Angelicum di Milano. Negli anni ottanta rallenta l'attività teatrale per dedicarsi principalmente al doppiaggio negli stabilimenti di Milano, dando voce soprattutto a personaggi comprimari in serie televisive e videogiochi. Tra questi vi è Lauro nell'anime Kiss Me Licia, personaggio che ha poi interpretato come attore in quasi tutti gli episodi dei seguiti di produzione italiana, e alcuni antagonisti come Boss Artiglio ne L'ispettore Gadget e Gadget e Gadgettini, Re Attila in tutte le serie animate di Mario e Waterman in SpongeBob.

## Teatro

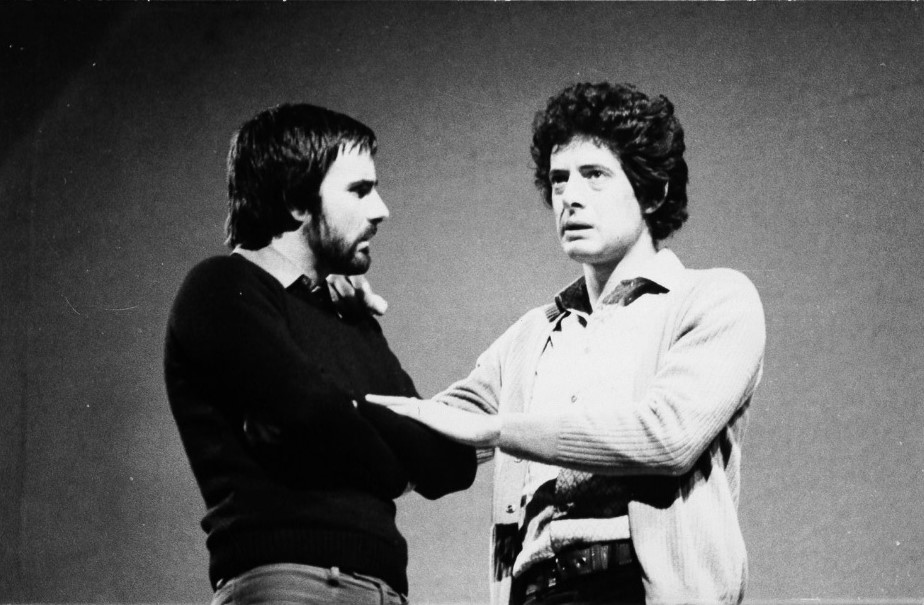
Paiola (a sinistra) sul palco con Pino Micol nel 1972

- Le grandi orecchie, di Pierre-Aristide Bréal, regia di Esperia Sperani. Piccola Scala di Milano (1964)[1]
- O di uno o di nessuno, di Luigi Pirandello, regia di Fantasio Piccoli. Teatro Stabile di Bolzano (1964)[4]
- Il ventaglio, di Carlo Goldoni, regia di Fantasio Piccoli. Compagnia del Teatro Stabile di Bolzano, Teatro comunale Riccardo Zandonai di Rovereto (1964)[5]
- I colori dell'Africa, di Antonio Nediani, regia di Fantasio Piccoli. Compagnia del Teatro Stabile di Bolzano, Teatro Cristallo di Bolzano (1965)[6]
- Mercadet l'affarista, di Honoré de Balzac, regia di Fantasio Piccoli. Compagnia del Teatro Stabile di Bolzano, Teatro Cristallo di Bolzano (1965)[7]
- La Farinella, di Giulio Cesare Croce, regia di Fantasio Piccoli. Compagnia del Teatro Stabile di Bolzano, Teatro Cristallo di Bolzano (1966)[8]
- Le case del vedovo, di George Bernard Shaw, regia di Fantasio Piccoli. Compagnia del Teatro Stabile di Bolzano, Teatro Cristallo di Bolzano (1966)[9]
- Enrico IV, di Luigi Pirandello, regia di Renzo Ricci. Compagnia del Teatro Stabile di Bolzano, Teatro Cristallo di Bolzano (1967)[10]
- Processo per magia, di Apuleio, regia di Renzo Giovampietro. Compagnia del Teatro Stabile di Bolzano, Teatro Cristallo di Bolzano (1967)[11]
- Il governo di Verre, di Cicerone, regia di Renzo Giovampietro. Compagnia del Teatro Stabile di Bolzano, Teatro Cristallo di Bolzano (1968)[12]
- Amleto, di Charles Marowitz, regia di Flavio Bonacci. Compagnia del Teatro Zero, Piccola Commedia di Milano (1968)[13]
- La battaglia di Lobositz, di Peter Hacks, regia di Guy Rétoré. Compagnia del Piccolo Teatro di Milano, Castello Sforzesco di Milano (1970)[14]
- Antonello capobrigante calabrese, di Vincenzo Padula, regia di Giovanni Valle. Compagnia del Teatro in strada, Vincenzo Padula (1971)[15]
- La Lena, di Ludovico Ariosto, regia di Maurizio Scaparro. Compagnia del Teatro Stabile di Bolzano, Teatro Olimpico di Vicenza (1971)[16]
- Il suicida, di Nikolaj Ėrdman, regia di Ruggero Miti. Compagnia del Teatro Stabile di Bolzano, Teatro comunale di Cavalese (1972)[17]
- Giorni di lotta con Di Vittorio, di Nicola Saponaro, regia di Maurizio Scaparro. Compagnia del Teatro Stabile di Bolzano, Teatro di Cerignola (1972)[18]
- Amleto, di William Shakespeare, regia di Maurizio Scaparro. Compagnia del Teatro Stabile di Bolzano, Teatro comunale di Gries (1972)[19]
- Passione 1514, di Franco Cuomo e Maricla Boggio, regia di Franco Molè. Compagnia del Teatro Stabile di Bolzano, Teatro comunale di Gries (1973)[20]
- Stefano Pelloni detto il Passatore, di Massimo Dursi, regia di Maurizio Scaparro. Compagnia del Teatro Stabile di Bolzano, Teatro comunale Riccardo Zandonai di Rovereto (1973)[21]
- Ritratto di Madonna, di Tennessee Williams, regia di Alberto Gagnarli. Compagnia del Teatro Stabile di Bolzano, Teatro comunale di Bolzano (1974)[22]
- Tre pulcinella, due carabinieri e uno spazzino, di Tonino Conte ed Emanuele Luzzati, regia di Gian Roberto Cavalli. Compagnia del Teatro Stabile di Bolzano, Teatro Cristallo di Bolzano (1974)[23]
- Peccato che sia una sgualdrina, di John Ford, regia di Roberto Guicciardini. Compagnia del Teatro Stabile di Bolzano, Teatro Olimpico di Vicenza (1974)[24]
- Il feudatario, di Carlo Goldoni, regia di Maurizio Scaparro. Borgio Verezzi (1975)[25]
- Riccardo II, di William Shakespeare, regia di Maurizio Scaparro. Compagnia del Teatro Popolare di Roma, Teatro Delle Arti di Roma (1975)[26]
- La soffitta dei ciarlatani, di Vittorio Franceschi. Compagnia Nuova Scena, Teatro Trastevere di Roma (1978)[27]
- Il Tartuffo, di Molière, regia di Francesco Macedonio. Teatro Testoni di Bologna (1978)[28]
- La donna di garbo, di Carlo Goldoni, regia di Francesco Macedonio. Compagnia del Politeama Rossetti, Teatro romano di Ostia (1979)[29]
- Johann Faustus, di Hanns Eisler, regia di Maurizio Scaparro. Biennale di Venezia (1979)[30]
- Gli arcangeli non giocano a flipper, di Dario Fo, regia di Cristiano Censi. Compagnia Il Carro dei Comici, Teatro di Porta Romana di Milano (1980)[31]
- I due sergenti (Serata d'onore all'antica italiana), regia di Attilio Corsini. Cooperativa Attori & Tecnici, Teatro dell'Affratellamento di Firenze (1981)[32]
- Pantalone impazzito, di Francesco Righelli, regia di Attilio Corsini. Cooperativa Attori & Tecnici, Inteatro '81 di Polverigi (1981)[33]
- La pulce nell'orecchio, di Georges Feydeau, regia di Attilio Corsini. Cooperativa Attori & Tecnici, Teatro dell'Affratellamento di Firenze (1982)[33]
- Il cornetto acustico, di Leonora Carrington, regia di Velia Mantegazza. Teatro Verdi di Milano (1986)[34]
- Avevo più stima dell'idrogeno, di Carlo Terron, regia di Gianni Mantesi. Salone Pier Lombardo di Milano (1989)[35]
- Tristi amori, di Giuseppe Giacosa, regia di Valter Malosti. Teatro Erba di Torino (1995)[36]
- Gli occhi di Greta Garbo, di Manuel Puig, regia di Oliviero Corbetta. Teatro Giacosa di Ivrea (2002)[37]
- La mia Odissea, di Marina Thovez. Compagnia Ludus in fabula, Teatro Il Mulino di Piossasco (2014)[38]

## Filmografia
- Love Me Licia – serie TV, 29 episodi (1986)
- Licia dolce Licia – serie TV, 31 episodi (1987)
- Teneramente Licia – serie TV, 39 episodi (1987)
- Balliamo e cantiamo con Licia – serie TV, 36 episodi (1988)

## Doppiaggio

### Cinema
- John Hurt ne Il viaggio
- Armin Mueller-Stahl in The Long Run - Corsa per la vittoria
- Kevin Conway in Gettysburg
- Charles Techman in Shelter - Identità paranormali
- Hal Holbrook in Go with Me - Sul sentiero della vendetta
- Roy Dotrice in Go Go Tales
- Lance Henriksen in Unspeakable
- Tom Skerritt in Homeland Security - A difesa della nazione
- Tom Aldredge in Camouflage - Professione detective
- Louis Zorich in Detachment - Il distacco
- Morris Carnovsky in 40.000 dollari per non morire (ridoppiaggio)
- Jacques Villeret in Effroyables jardins - I giardini crudeli della vita
- Michel Duchaussoy in Finché nozze non ci separino
- Jean-Louis Sbille in Una promessa
- Jackie Berroyer in Benvenuti... ma non troppo
- Joan Dalmau in Con gli occhi dell'assassino
- Vasil Banov in Directions - Tutto in una notte a Sofia
- Nadim Sawalha in Tutti pazzi a Tel Aviv
- Zdenko Botic in Padre Vostro
- Akiji Kobayashi in Godzilla contro King Ghidorah
- Kazuo Kitamura in Shinobi
- José Calcina in Utama - Le terre dimenticate
- Barry White e Sampson in Coonskin
- Jacques Boudet in La gazza ladra

### Film d'animazione
- Shigekuni Yamamoto-Genryūsai in Bleach: Memories of Nobody e Bleach: The DiamondDust Rebellion
- Giardiniere in Lupin III - Il castello di Cagliostro (secondo e terzo doppiaggio)
- Jegal in Nadia e il mistero di Fuzzy (primo doppiaggio)
- Yasufumi Nekomata in Haikyu!! Battaglia all'ultimo rifiuto
- Kowacki in Super Kid
- Kazu in Harmagedon - La guerra contro Genma
- Fred l'asino ne La banda del rock - I musicanti di Brema
- Daisuke Aramaki in Ghost in the Shell (primo doppiaggio)
- Rubino in Capitan Sciabola
- Vecchio di Barbaroi in Vampire Hunter D: Bloodlust
- Yo in Ken il guerriero - La leggenda di Hokuto
- Capitano ne Il professor Layton e l'eterna Diva
- Professor Hyakkoi in Doraemon - Il film: Nobita e la grande avventura in Antartide "Kachi Kochi"
- Hageoumu in One Piece - Il tesoro del re
- Silvers Rayleigh in One Piece Stampede - Il film
- Mitsuyoshi Anzai in The First Slam Dunk
- Maggiore Menta in Barbie e lo schiaccianoci

### Serie televisive
- Don Stewart e Gil Rogers in Sentieri
- John Gabriel ne I Ryan
- Michael Storm (2ª voce) in Una vita da vivere
- Wichart von Roëll in Lena - Amore della mia vita
- Rubens de Falco in Marina
- Jorge Del Campo in Regina
- Rafael Inclán in Semplicemente Maria
- Tadeu Aguiar in Matrimonio a rischio
- Gilberto Román (2ª voce) in Amanti
- Osvaldo Tesser in Celeste 2 e Antonella
- George Kennedy in Dennis colpisce ancora
- Jack Palance in Prancer - Una renna per amico
- Robert Morley in Ricordi di guerra (ridoppiaggio)
- Simon Andreu in Ben-Hur
- Eddy Ko ne La principessa e la magia del drago
- Baxter Harris ne I Langolieri
- Melvin Van Peebles in Shining
- Edward Asner in Holiday Heist - Mamma, ho visto un fantasma
- Norman Lloyd in A prova di errore
- Peter MacNeill in 12 volte Natale
- Ron Perkins ne L'incendiaria
- Matt Clark in Blind Witness - Testimone nel buio
- Colin Drake in Omicidi e incantesimi
- Leo Taylor in Meteoriti!
- Chet Warner ne Il mistero di Loch Ness
- David Cronenberg ne L'altra Grace
- Danny Wells ne I Jefferson
- Barry Cass in Mystic Knights: quattro cavalieri nella leggenda
- Larry Keating in Mister Ed, il mulo parlante
- Julian Combs in VR Troopers
- Gianni Russo in Squadra Med - Il coraggio delle donne
- John Clayton (2ª voce) in Polizia squadra soccorso
- James Bolam in New Tricks - Nuove tracce per vecchie volpi
- M. K. Raina in L'esercito dimenticato
- Shinichi Satō in Winspector

### Serie animate
- Re Attila in Super Mario, Le avventure di Super Mario (1990) e Le avventure di Super Mario (1991)
- Cardinale Richelieu in D'Artacan (ridoppiaggio), Il ritorno di D'Artacan e D'Artagnan e i moschettieri del re
- Dottor Brief in Dragon Ball, Dragon Ball Z e Dragon Ball Super (ep. 53-83)
- Boss Artiglio ne L'ispettore Gadget (ridoppiaggio), Gadget e Gadgettini, La grande impresa dell'ispettore Gadget
- Nonno di Takao in Beyblade, Beyblade V-Force e Beyblade G-Revolution
- Daisuke Aramaki in Ghost in the Shell: Stand Alone Complex, Ghost in the Shell: S.A.C. Solid State Society
- Mago Merlino ne La spada di King Arthur (ridoppiaggio) e Principe Valiant
- Bascon, Godor e nonno di Colette in Berserk
- Sindaco in Vampire Hunter D
- McKnight in Scooby-Doo e il fantasma della strega
- Momoji ne Il leone nero
- Corner in Balto - Sulle ali dell'avventura
- Malcolm Illiwara in Scooby-Doo e la leggenda del vampiro
- Generale ne L'incredibile avventura del Principe Schiaccianoci
- Appa Ali Apsa in Lanterna Verde - Prima missione
- Conte Pingue in Alla ricerca di Babbo Natale
- Señor Fuente e El Curandero in Scooby-Doo e il terrore del Messico
- Sciccoso in Scuola di polizia
- Dottor Bolton in Street Sharks - Quattro pinne all'orizzonte
- Hayato Kidokoro in L'incantevole Creamy
- Lauro in Kiss Me Licia
- Wilfred Anderson in Che famiglia è questa Family!
- Preside in Le avventure di Jimmy Neutron
- Dottor X in Action Man
- James Gordon in Batman & Mr. Freeze: SubZero
- Akela ne Il libro della giungla
- Nonno Gohan in Dragon Ball
- Pell in Dragon Ball Super
- Trevor Evans in Sam il pompiere (2004)
- Goodkiller in Cocco Bill
- Scorpionok in Biocombat
- Bad Rap in Extreme Dinosaurs - Quattro dinosauri scatenati
- Alnor in Bentornato Topo Gigio
- Sindaco Grange in The Batman
- Von Crapotten in Conte Dacula
- Enrico in Niente paura, c'è Alfred!
- Silvers Rayleigh in One Piece
- Oroki ne I cinque samurai
- Professor Arkhan in Angel's Friends
- Waterman in SpongeBob
- James Black in Detective Conan (dall'episodio 462 al 630)
- Sergu in Kulipari: L'esercito delle rane
- Vidar in MÄR
- Mammolo e Barbablù in Le fiabe son fantasia
- Vecchio saggio in Gormiti, che miti
- Raffles III in Fire Force
- Nonno Shark in Baby Shark's Big Show!
- Bachisio in Widget: un alieno per amico
- Buddy in Tazmania
- Raggiante in Lady Lovely
- Mind-Zei in Dino Riders
- Re Guz di Moo in Fabulous Funnies
- Nonno Dave Read in Arthur
- Maestro di Zenn-La in Silver Surfer
- Mister Bruttoceffo in Kidd Video
- Deker, Sortek e Hordak in He-Man and the Masters of the Universe
- Zac in Conan
- Big Boss in T-Rex
- Summerlie in Lost World
- Colonnello in Sale e Pepe
- Re Alfor in Voltron
- Snorkle ne I viaggi di Gulliver
- Barnaby Dinglebat in Jacob due due
- Commissario in Un mantello di misteri per Enigma
- Willie Scranton in Holly Hobbie
- Courtard in Bonjour Marianne
- Lord Cucuface in Pennellate di poesia per Madeline
- Cantastorie ne I fantastici viaggi di Sinbad
- Lord James in All'arrembaggio Sandokan!
- Zero in Universi paralleli per Bucky O'Hare
- Tressette in Galline alla riscossa
- Signor Pietro in Evelyn e la magia di un sogno d'amore
- Padre di Minami (1ª voce) in Prendi il mondo e vai
- Preside in Un fiocco per sognare, un fiocco per cambiare
- Colonnello in Teo and Friends
- Bertini in A tutto goal
- Re di Cuori in Alice nel Paese delle Meraviglie
- Kajira (2ª voce) ne Il magico mondo di Gigì
- Barba in Memole dolce Memole
- John Pendleton (2ª voce) in Pollyanna
- Professore in Teodoro e l'invenzione che non va
- Nonno in Un alveare d'avventure per l'ape Magà
- Zio di Mary in Mary e il giardino dei misteri
- Dottor Douglas in Una per tutte, tutte per una
- Generale Ginzar in Alpen Rose (primo doppiaggio)
- Ender in Principessa dai capelli blu
- Signor Jackson in Fiocchi di cotone per Jeanie
- Incho Akasegawa in Ririka, SOS!
- Professor X (2ª voce) in Let's & Go - Sulle ali di un turbo
- Spugna e Capo Piccaninny in Peter Pan
- Spugna in Nel covo dei pirati con Peter Pan.
- Re Richard in Robin Hood
- Old Timer e Abdul in Flint a spasso nel tempo
- Nemesi in Sceriffi delle stelle
- Zaboera in Dragon Quest
- Professor Arisogawa in Webdiver
- Maggiordomo di Seto in Yu-Gi-Oh!
- Roy Glen in Lost Universe
- Professor Kuro in Nanako - Manuale di genetica criminale
- Sindaco in Occhio ai fantasmi!
- Jiji Lin ne La coppa dei dragoni
- Dottor Hell ne Il pazzo mondo di Go Nagai
- Saggio in Shamanic Princess
- Master Akan ne La principessa Minerva
- Paralel in Dimension Hunter Fandora
- Jikuu in Kujaku l'esorcista
- Capo della Polizia in New Dominion Tank Police
- Nonno in Orange Road (ridoppiaggio)
- Juzo Katsuda in Golden Boy
- Nonno in My My My - Consulenze particolari
- Hoshimi in X
- Gerard de Villefort ne Il conte di Montecristo
- Steiner Munchausen in Chrono Crusade
- Super Zeus in Happy Lucky Bikkuriman
- Teillagory in Le Chevalier D'Eon
- Juzo Kabuto in Mazinger Edition Z: The Impact!
- Genza in Ninja Scroll
- Urakao Habuki in ID-0
- Albert Payne in Baki Hanma
- Vina in That Time I Got Reincarnated as a Slime

### Videogiochi
- Presidente USA e Fame in Apocalypse[39]
- Agente Z in Men in Black - The Series: Crashdown
- Papà Mattoncelli in Isola LEGO
- Sergente Mou, vecchio del Pub, Jacques Market e zio di Sean Fitzgerald in Broken Sword: Il segreto dei Templari[40]
- Generale Raoul Grasiento, Padre Hubert, indigeno #2 e Flash in Broken Sword II: La profezia dei Maya[41]
- Gregor Kostov in A sangue freddo[42]
- Marco Bartoli in Tomb Raider II
- Generale Tullius in The Elder Scrolls V: Skyrim[43]
- Professor Kift, Mander e il conte in MediEvil 2
- Tal Rasha, Gheed e Drognan in Diablo II[44]
- Deckard Cain in Diablo III,[45] Diablo III: Reaper of Souls,[45] Heroes of the Storm,[46] Diablo II: Resurrected,[47] Overwatch 2[48]
- Uka Uka in Crash Nitro Kart[49], Crash Twinsanity[50], Crash of the Titans[51], Crash: Il dominio sui mutanti[52]
- Rusty Walrus in Crash Twinsanity[50]
- Ramon in Broken Sword 5: La maledizione del serpente[53]
- Voce narrante in Valiant Hearts: The Great War[54]
- Joseph Edenshaw e Uomo Mutilato in Alone in the Dark: The New Nightmare[55]
- Moebius in Legacy of Kain: Soul Reaver, Legacy of Kain: Soul Reaver 2
- Jacopo de' Pazzi e Doce Mocenigo in Assassin's Creed II[56]
- Oratore cristiano in Assassin's Creed
- Altaïr Ibn-La'Ahad da vecchio in Assassin's Creed: Revelations[57]
- Narratore in Civilization V
- Zilean e Kassadin in League of Legends
- Brainiac in Injustice 2[58]
- Barrister Timsh in Dishonored[59]
- Voce narrante Arcania: Gothic 4 [60]
- Yermak in Metro Exodus
- Alias e Kerosene in Asterix & Obelix XXL 2: Mission Las Vegum[61]
- Voce narrante in Asterix & Obelix XXL 3: The Crystal Menhir[62]
- Generale John Mackenzie e Davis in Agatha Christie: E non ne rimase nessuno[63]
- Narratore della campagna di Saladino in Age of Empires II: The Age of Kings[64]
- Antonio Alvarez e pescatore in Amerzone[65]
- Ispettore Pety, detective e Antoine Sourian in Act of Murder - Caccia al Burattinaio[66]
- Panoramix in Asterix e la sfida di Cesare[67] e Asterix: La battaglia dei galli[68]
- Il Tuareg, Gran Sacerdote, Mago e Anziano in Atlantis III: Il nuovo mondo[69]
- Lungoray in Avatar[70]
- Jonesh/Voce narrante in Avencast: Rise of the Mage[71]
- Cyrus Pinkney in Batman: Arkham Origins[72]
- Carmine Falcone in Batman Begins[73]
- Daniel Wales in BioShock 2[74]
- Walter Pensky, Eliot Ness e Signor Howard in Black Dahlia[75]
- William Gordon, Bates e Pescatore in The Black Mirror[76]
- Montgomery Jacobs in Borderlands 2[77]
- Emigrante, Ingegnere, Prefetto e Attore in Caesar III[78]
- Friedrich Steiner in Call of Duty: Black Ops[79]
- Monty in Call of Duty: Black Ops III[80]
- Godfrey in Call of Duty: Black Ops IIII[81]
- Artigli di Puma in Call of Juarez: Bound in Blood[82]
- Olivier Laroux e Anziano in Chronicles of Mystery - Il rituale dello scorpione[83]
- Gnomo e Ergnac Draconen in Dragon Lore: The Legend Begins[84]
- Generale Bradley Vaughton in Killzone[85]
- MCV e Corazzata Shogun in Command & Conquer: Red Alert 3[86]
- Ostegoth in Darksiders II[87]
- Liborio Barbadoro in Deus Ex: Mankind Divided[88]
- Vescovo Vokir e Lewis in Druuna: Morbus Gravis[89]
- Presidente in Duke Nukem Forever[90]
- Bogart e Doug in Fahrenheit[91]
- Shaun anziano in Fallout 4[92]
- Dentista, Scaricatore e Pescatore in Faraon[93]
- Professore, Oracolo, Nonno e Mandrin in The Feeble Files[94]
- Signor Rigout e Gesù in Gabriel Knight 3: Il mistero di Rennes-le-Chateau[95]
- Cedrone in Galline in fuga - Chicken Run[96]
- Sergente Cole, Jaeger, APC di Comando e Hoverdyne di artiglieria in Ground Control[97]
- Sergente Cole, Cardinale Galen Yi, Soldato della Fenice, Jaeger, Fanteria Tipo e Aerodyne da Caccia in Ground Control: Dark Conspiracy[98]
- Albus Silente in Harry Potter e il calice di fuoco[99], Harry Potter e l'Ordine della Fenice[100], Harry Potter e il principe mezzosangue[101] e Harry Potter e i Doni della Morte - Parte 2[102]
- Gothik il Falciatore, Cairne Zoccolosanguinario, Maestro birraio, Mago anziano e Thane Kor'thazz in Hearthstone[103]
- Gandalf e Dwalin in Lo Hobbit[104]
- Gandalf in Il signore degli anelli: La compagnia dell'anello
- Marcus Hecker, Conte Dracula, La Mummia, Gunther Hecker, Karl Hecker e Voce Narrante in Hollywood Monsters[105]
- Sacerdote dell'isola e Druido in Imperivm: La guerra gallica[106]
- Haaser, Maestro dei guerrieri e Senatore Fabio in Imperivm: Le guerre puniche[107]
- Dottor Icarus e Civili in Judge Dredd: Dredd vs Death[108]
- Maestro del tempio Senpou e mercante intossicato in Sekiro: Shadows Die Twice[109]
- Savohar in Horizon Forbidden West[110]
- Jim Walker in As Dusk Falls[111]

## Prosa radiofonica Rai
- Il grido del tacchino, regia di Sergio Frenguelli (1969)[112]
- Una donna, un impero: Maria Teresa d'Austria, regia di Francesco Dama (1980)[113]
- La Gilda del Mac Mahon, regia di Gianfranco Zanetti (1985)[114]
- Che disgrazia l'ingegno!, regia di Ida Bassignano (1986)[115]
- L'eredità Menarini, regia di Guido Maria Compagnoni (1993)[116]
- Il ritorno del commissario Ferro, regia di Giovanni Fago (1994)[117]